# Vincent Sierro
Vincent Olivier Sierro (Sion, 8 ottobre 1995) è un calciatore svizzero, centrocampista dell'Al-Shabab e della nazionale svizzera.

## Caratteristiche tecniche
È un centrocampista centrale.

## Carriera

### Club
Cresciuto nelle giovanili del Sion, ha esordito il 3 maggio 2015 in un match vinto 1-0 contro il San Gallo.

### Nazionale
Il 14 marzo 2024 viene convocato per la prima volta in nazionale maggiore, con cui esordisce 12 giorni dopo nell'amichevole vinta 0-1 contro l'Irlanda.
Il 21 marzo 2025 realizza la sua prima rete per la Svizzera nell'amichevole pareggiata per 1-1 in casa dell'Irlanda del Nord.

## Statistiche

### Presenze e reti nei club
Statistiche aggiornate al 19 agosto 2025.
| Stagione          | Squadra           | Campionato        | Campionato | Campionato | Coppe nazionali | Coppe nazionali | Coppe nazionali | Coppe continentali | Coppe continentali | Coppe continentali | Altre coppe | Altre coppe | Altre coppe | Totale | Totale | Totale |
| Stagione          | Squadra           | Comp              | Pres       | Reti       | Comp            | Pres            | Reti            | Comp               | Pres               | Reti               | Comp        | Pres        | Reti        | Pres   | Reti   |        |
| ----------------- | ----------------- | ----------------- | ---------- | ---------- | --------------- | --------------- | --------------- | ------------------ | ------------------ | ------------------ | ----------- | ----------- | ----------- | ------ | ------ | ------ |
| 2014-2015         | Sion              | SL                | 1          | 0          | CS              | 0               | 0               | -                  | -                  | -                  | -           | -           | -           | 1      | 0      |        |
| 2015-2016         | Sion              | SL                | 16         | 2          | CS              | 1               | 0               | UEL                | 0                  | 0                  | -           | -           | -           | 17     | 2      |        |
| 2016-2017         | Sion              | SL                | 17         | 2          | CS              | 3               | 0               | -                  | -                  | -                  | -           | -           | -           | 20     | 2      |        |
| Totale Sion       | Totale Sion       | Totale Sion       | 34         | 4          |                 | 4               | 0               |                    | 0                  | 0                  |             | -           | -           | 38     | 4      |        |
| 2017-2018         | Friburgo          | BL                | 4          | 0          | CG              | 1               | 0               | UEL                | 0                  | 0                  | -           | -           | -           | 5      | 0      |        |
| 2018-2019         | San Gallo         | SL                | 35         | 11         | CS              | 2               | 2               | UEL                | 2                  | 0                  |             | -           | -           | 39     | 13     |        |
| 2019-2020         | Young Boys        | SL                | 17         | 1          | CS              | 4               | 0               | UCL+UEL            | 2+1                | 0                  | -           | -           | -           | 24     | 1      |        |
| 2020-2021         | Young Boys        | SL                | 17         | 1          | CS              | 1               | 0               | UCL+UEL            | 1+9                | 0+0                | -           | -           | -           | 28     | 1      |        |
| 2021-2022         | Young Boys        | SL                | 33         | 4          | CS              | 2               | 1               | UCL                | 11                 | 3                  | -           | -           | -           | 46     | 8      |        |
| 2022-gen. 2023    | Young Boys        | SL                | 15         | 1          | CS              | 2               | 1               | UECL               | 4                  | 1                  | -           | -           | -           | 21     | 3      |        |
| Totale Young Boys | Totale Young Boys | Totale Young Boys | 82         | 7          |                 | 9               | 2               |                    | 28                 | 4                  | -           | -           | -           | 119    | 13     |        |
| gen.-giu. 2023    | Tolosa            | L1                | 15         | 0          | CF              | 4               | 0               | -                  | -                  | -                  | -           | -           | -           | 19     | 0      |        |
| 2023-2024         | Tolosa            | L1                | 30         | 6          | CF              | 2               | 1               | UEL                | 8                  | 0                  | SF          | 1           | 0           | 41     | 7      |        |
| 2024-2025         | Tolosa            | L1                | 29         | 5          | CF              | 1               | 0               | -                  | -                  | -                  | -           | -           | -           | 30     | 5      |        |
| Totale Tolosa     | Totale Tolosa     | Totale Tolosa     | 74         | 11         |                 | 7               | 1               |                    | 8                  | 0                  |             | 1           | 0           | 90     | 12     |        |
| 2025-2026         | Al-Shabab         | SPL               | -          | -          | KCC             | -               | -               | CdCG               | -                  | -                  | -           | -           | -           | -      | -      |        |
| Totale carriera   | Totale carriera   | Totale carriera   | 229        | 33         |                 | 23              | 5               |                    | 38                 | 4                  |             | 1           | 0           | 291    | 42     |        |

### Cronologia presenze e reti in nazionale
| Cronologia completa delle presenze e delle reti in nazionale ― Svizzera | Cronologia completa delle presenze e delle reti in nazionale ― Svizzera | Cronologia completa delle presenze e delle reti in nazionale ― Svizzera | Cronologia completa delle presenze e delle reti in nazionale ― Svizzera | Cronologia completa delle presenze e delle reti in nazionale ― Svizzera | Cronologia completa delle presenze e delle reti in nazionale ― Svizzera | Cronologia completa delle presenze e delle reti in nazionale ― Svizzera | Cronologia completa delle presenze e delle reti in nazionale ― Svizzera |
| Data                                                                    | Città                                                                   | In casa                                                                 | Risultato                                                               | Ospiti                                                                  | Competizione                                                            | Reti                                                                    | Note                                                                    |
| ----------------------------------------------------------------------- | ----------------------------------------------------------------------- | ----------------------------------------------------------------------- | ----------------------------------------------------------------------- | ----------------------------------------------------------------------- | ----------------------------------------------------------------------- | ----------------------------------------------------------------------- | ----------------------------------------------------------------------- |
| 26-3-2024                                                               | Dublino                                                                 | Irlanda                                                                 | 0 – 1                                                                   | Svizzera                                                                | Amichevole                                                              | -                                                                       | 65’                                                                     |
| 4-6-2024                                                                | Lucerna                                                                 | Svizzera                                                                | 4 – 0                                                                   | Estonia                                                                 | Amichevole                                                              | -                                                                       | 46’                                                                     |
| 8-6-2024                                                                | San Gallo                                                               | Svizzera                                                                | 1 – 1                                                                   | Austria                                                                 | Amichevole                                                              | -                                                                       | 77’                                                                     |
| 15-6-2024                                                               | Colonia                                                                 | Ungheria                                                                | 1 – 3                                                                   | Svizzera                                                                | Euro 2024 - 1º turno                                                    | -                                                                       | 86’                                                                     |
| 19-6-2024                                                               | Colonia                                                                 | Scozia                                                                  | 1 – 1                                                                   | Svizzera                                                                | Euro 2024 - 1º turno                                                    | -                                                                       | 75’ 86’                                                                 |
| 29-6-2024                                                               | Berlino                                                                 | Svizzera                                                                | 2 – 0                                                                   | Italia                                                                  | Euro 2024 - Ottavi di finale                                            | -                                                                       | 77’                                                                     |
| 6-7-2024                                                                | Düsseldorf                                                              | Inghilterra                                                             | 1 – 1 dts (5 – 3 dtr)                                                   | Svizzera                                                                | Euro 2024 - Quarti di finale                                            | -                                                                       | 118’                                                                    |
| 8-9-2024                                                                | Ginevra                                                                 | Svizzera                                                                | 1 – 4                                                                   | Spagna                                                                  | UEFA Nations League 2024-2025 - 1º turno                                | -                                                                       | 62’                                                                     |
| 15-10-2024                                                              | San Gallo                                                               | Svizzera                                                                | 2 – 2                                                                   | Danimarca                                                               | UEFA Nations League 2024-2025 - 1º turno                                | -                                                                       | 89’                                                                     |
| 18-11-2024                                                              | Santa Cruz de Tenerife                                                  | Spagna                                                                  | 3 – 2                                                                   | Svizzera                                                                | UEFA Nations League 2024-2025 - 1º turno                                | -                                                                       | 60’                                                                     |
| 21-3-2025                                                               | Belfast                                                                 | Irlanda del Nord                                                        | 1 – 1                                                                   | Svizzera                                                                | Amichevole                                                              | 1                                                                       | 88’                                                                     |
| 25-3-2025                                                               | San Gallo                                                               | Svizzera                                                                | 3 – 1                                                                   | Lussemburgo                                                             | Amichevole                                                              | -                                                                       | 46’                                                                     |
| 7-6-2025                                                                | Salt Lake City                                                          | Messico                                                                 | 2 – 4                                                                   | Svizzera                                                                | Amichevole                                                              | -                                                                       | 86’                                                                     |
| Totale                                                                  |                                                                         | Presenze                                                                | 13                                                                      |                                                                         | Reti                                                                    | 1                                                                       |                                                                         |

## Palmarès

### Club

#### Competizioni nazionali
- Coppa Svizzera: 2

Sion: 2014-2015
Young Boys: 2019-2020
- Campionato svizzero: 2

Young Boys: 2019-2020, 2020-2021
- Coppa di Francia: 1

Tolosa: 2022-2023